# 빅 퍼레이드
《빅 퍼레이드》(The Big Parade)는 미국에서 제작된 킹 비도어 감독의 1925년 영화이다. 존 길버트 등이 주연으로 출연하였고 어빙 솔버그 등이 제작에 참여하였다.
이 영화는 전장의 현실적인 묘사로 좋은 평가를 받았으며 이후 특히 1930년 영화 《서부 전선 이상 없다》(1930) 등 수많은 위대한 전쟁 영화에 상당한 영향을 미쳤다. 제1차 세계 대전에 관해 제작된 가장 위대한 영화들 가운데 하나로 간주되며 1992년 미국 의회도서관의 미국 국립영화등기부의 보존 영화로 선정되었다.

## 출연

### 주연
- 존 길버트
- 레네이 애도레이
- 호바트 보스워스

### 조연
- 클레어 애덤스
- 톰 오브라이언
- 칼 데인

## 제작진
- 미술: 제임스 바세이비
- 미술: 세드릭 기븐스